# Ormetica parma
Ormetica parma är en fjärilsart som beskrevs av William Schaus 1889. Ormetica parma ingår i släktet Ormetica och familjen björnspinnare. Inga underarter finns listade i Catalogue of Life.